# Jacques Duquesne (Fußballspieler)
Jacques „Jacky“ Duquesne (* 22. April 1940 in Marcinelle, Provinz Hennegau; † 7. Dezember 2023) war ein belgischer Fußballtorhüter.

## Karriere

### Verein
Duquesne begann im Alter von 14 Jahren in der Jugend von R Olympic Charleroi mit dem Fußballspielen. 1962 rückte er in die Profimannschaft auf und wurde in seiner ersten Saison aufgrund einer Verletzung des Stammtorhüters Jacques Gérard in 26 Spielen der Ersten Division eingesetzt. Am Ende der Saison 1962/63 stieg ROC als Tabellenletzter ab. Daraufhin wechselte Duquesne zu ARA La Gantoise, konnte sich jedoch nicht als Nummer eins durchsetzen, so dass er nach nur einem Jahr nach Charleroi zurückkehrte. In der Folge blieb er seinem Stammverein bis zum Ende seiner Laufbahn 1979 treu.

### Nationalmannschaft
Zwischen 1969 und 1971 war er 16 Mal für den Kader der belgischen Nationalmannschaft nominiert, wurde jedoch in keinem einzigen Spiel eingesetzt.
Obwohl er mit seinem Verein nur in der zweiten belgischen Liga spielte, wurde er als dritter Torhüter in das belgische Aufgebot bei der Weltmeisterschaft 1970 in Mexiko berufen.

## Privates
Er war verheiratet und starb am 7. Dezember 2023 im Alter von 83 Jahren.